# Спаркс (Џорџија)
Спаркс (Џорџија) (енгл. Sparks) град је у америчкој савезној држави Џорџија. По попису становништва из 2010. у њему је живело 2.052 становника.

## Демографија
Према попису становништва из 2010. у граду је живело 2.052 становника, што је 297 (16,9%) становника више него 2000. године.
| Група             | 2000.       | 2010.         |
| Белци             | 910 (51,9%) | 807 (39,3%)   |
| Афроамериканци    | 766 (43,6%) | 1.017 (49,6%) |
| Азијати           | 7 (0,4%)    | 25 (1,2%)     |
| Хиспаноамериканци | 60 (3,4%)   | 180 (8,8%)    |
| Укупно            | 1.755       | 2.052         |